# Eugen Bleuler

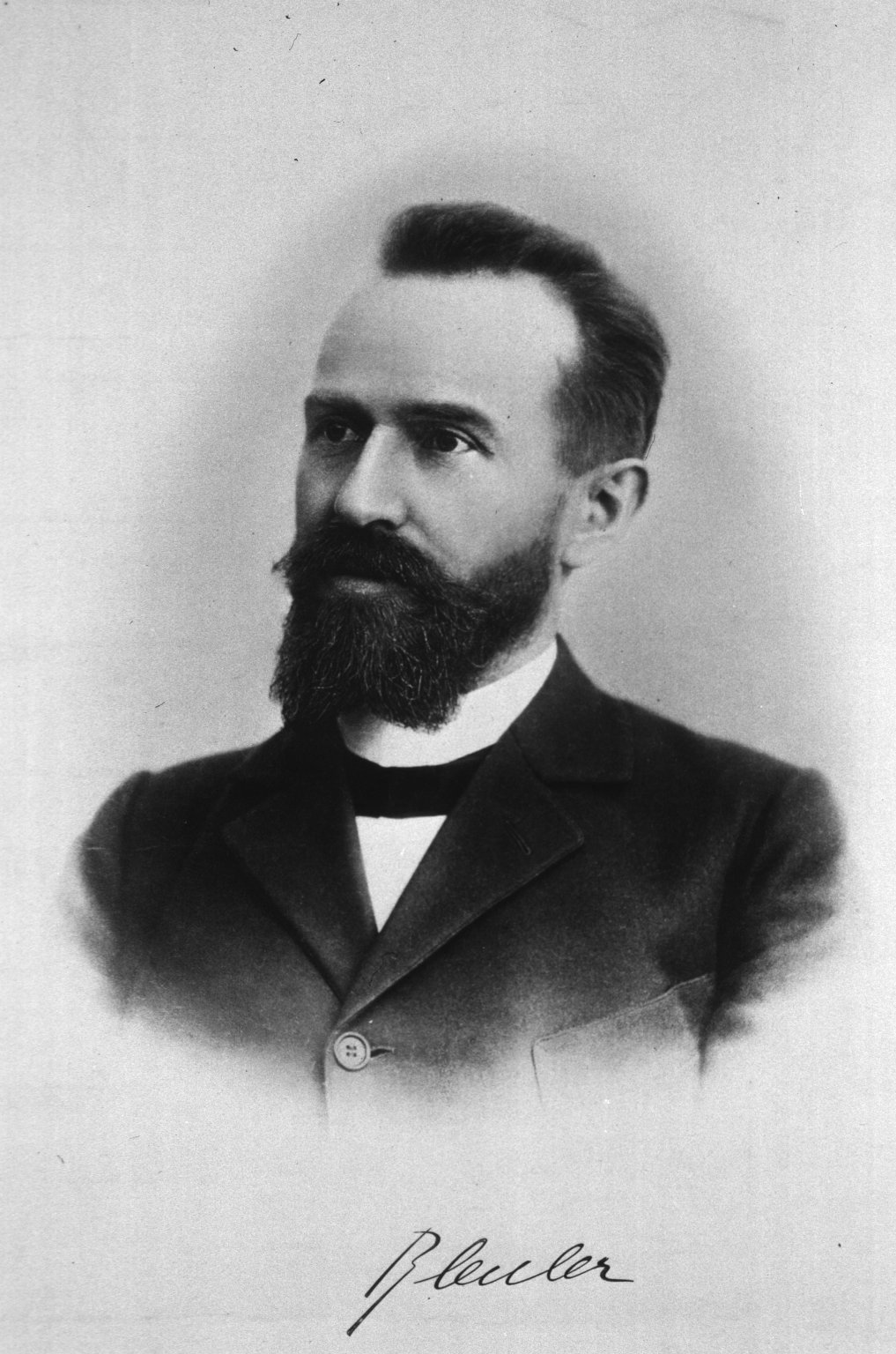
Paul Eugen Bleuler

Paul Eugen Bleuler (* 30. April 1857 in Zollikon bei Zürich; † 15. Juli 1939 ebenda) war ein Schweizer Psychiater. Er ist vor allem für seine Leistungen in der Schizophrenieforschung bekannt und hat die Psychoanalyse in die Psychiatrie eingeführt. Bleuler prägte aber auch zahlreiche Begriffe der heutigen psychiatrischen Fachsprache (darunter „Schizophrenie“, „schizoid“, „Autismus“, „Ambivalenz“, „Affektivität“ und „Tiefenpsychologie“).

## Leben

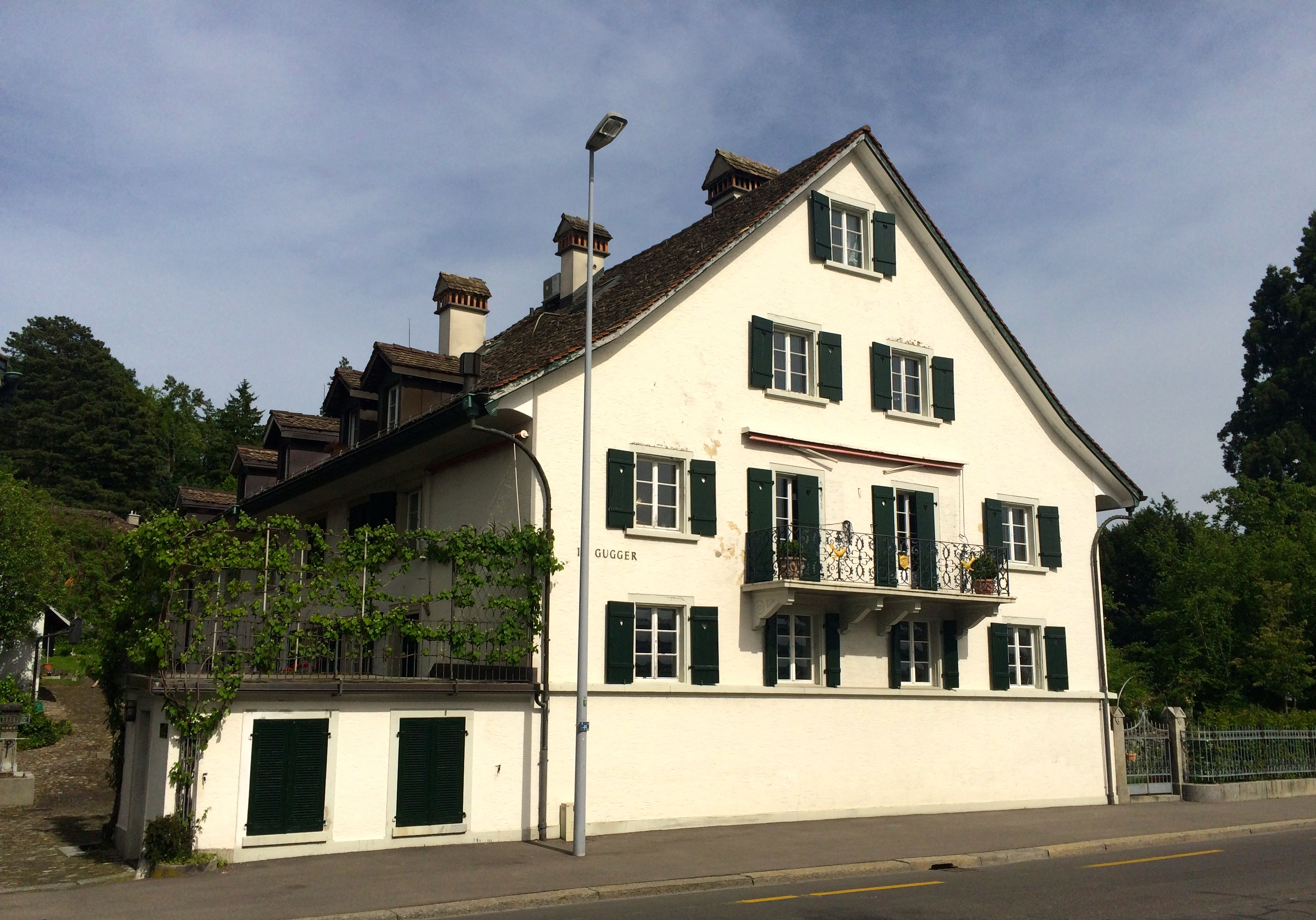
Bleulers Geburtshaus an der Seestrasse 123 in Zollikon

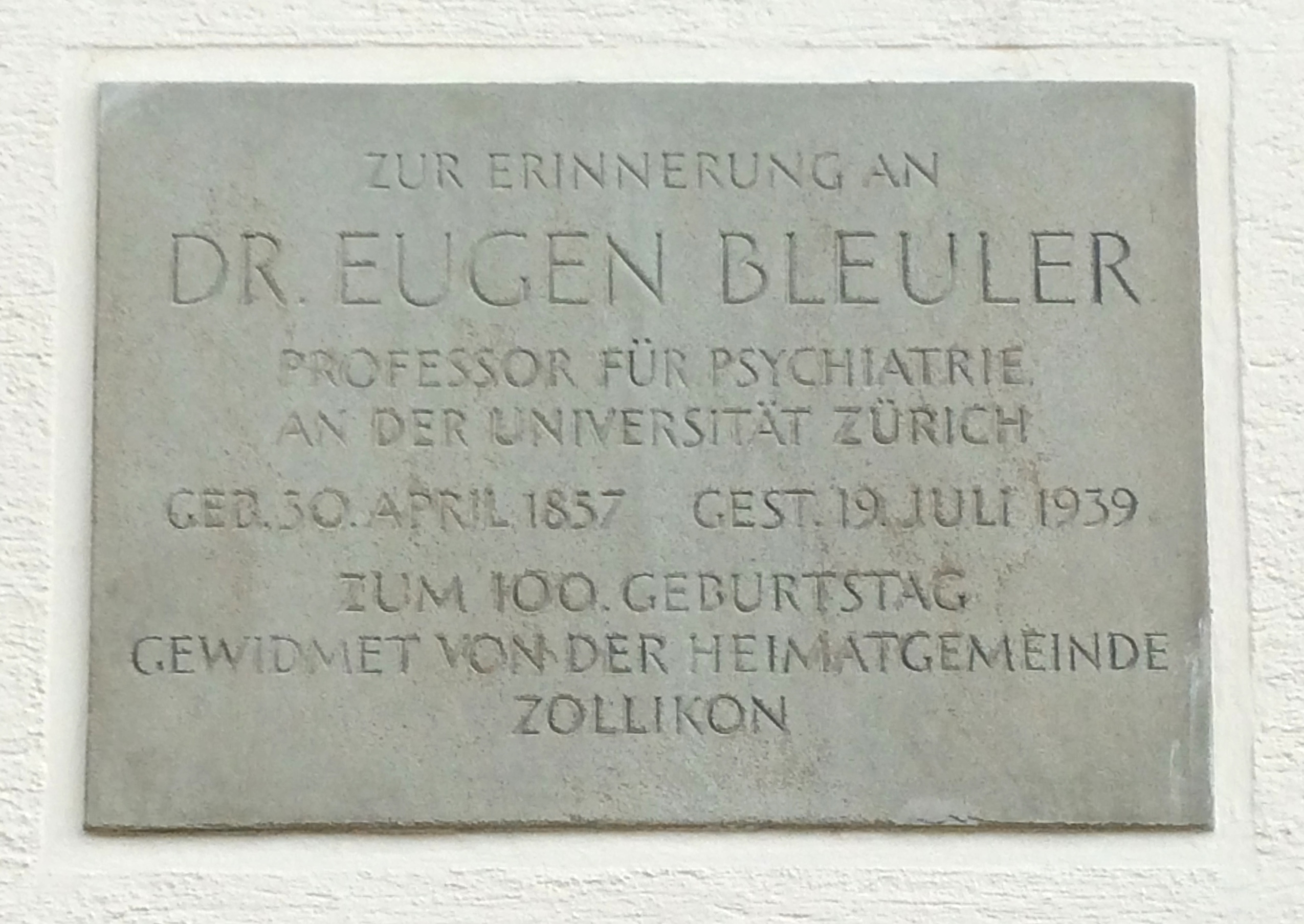
Gedenktafel an Bleulers Geburtshaus

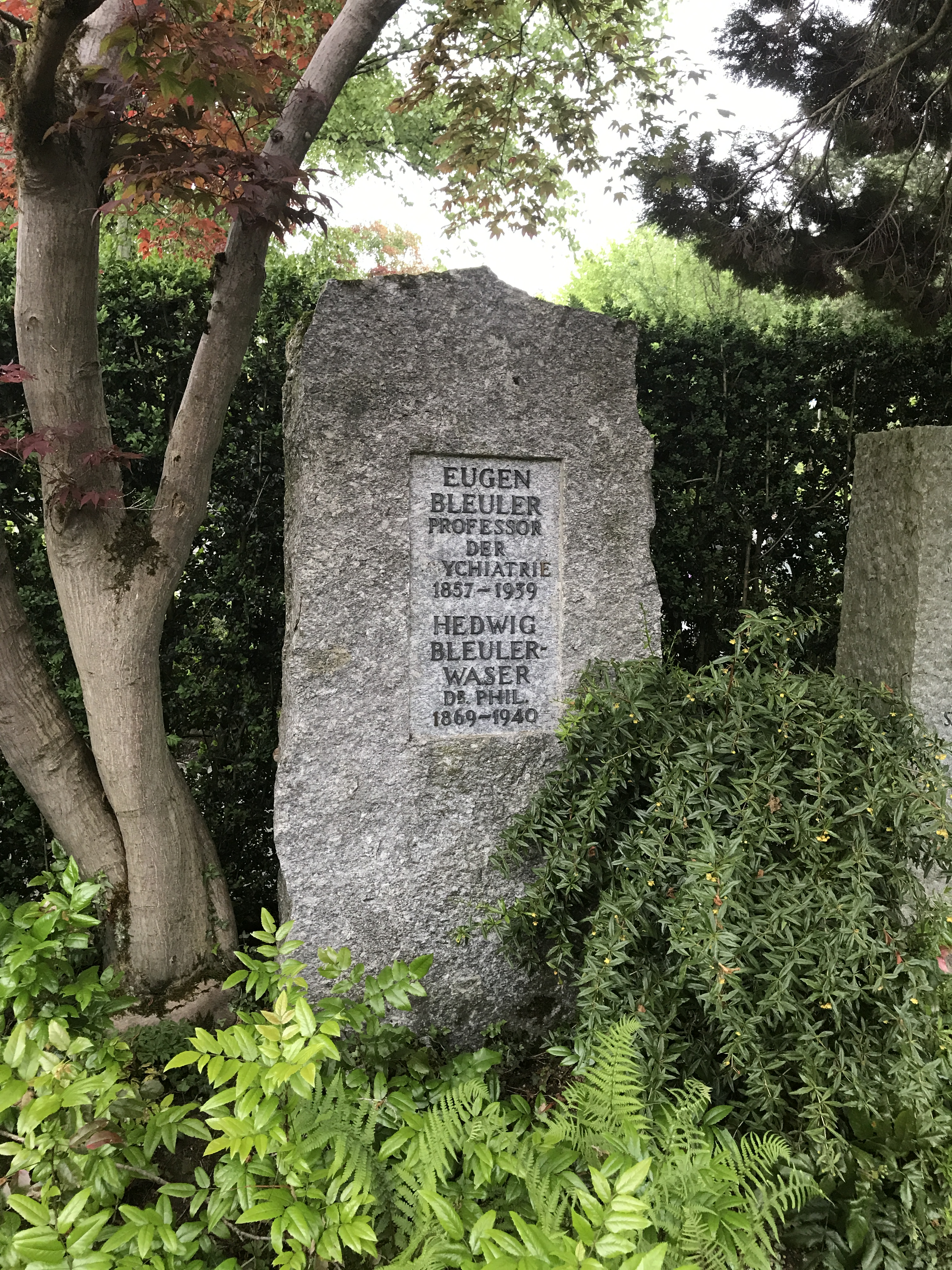
Grabstein auf dem Friedhof Zollikon

Bleuler wurde in Zollikon südlich von Zürich geboren. Sein Geburtshaus ist das Haus „Gugger“ am Zürichsee (Seestrasse 123). Eugen Bleulers Vater war der Landwirt Johann Rudolf Bleuler (1823–1898), seine Mutter war Pauline Bleuler (1829–1898). Bleuler besuchte die Primarschule in Zollikon und das Gymnasium in Zürich. Er studierte Medizin an der Universität Zürich und schloss 1881 ab. Zu seinem Entschluss, sein Leben der Psychiatrie zu widmen, trug wahrscheinlich eine psychische Erkrankung seiner Schwester Pauline (1852–1926) bei.
Von 1881 bis 1884 war Bleuler Assistenzarzt unter Rudolf Schärer an der Anstalt Waldau in Bern, wo er an der Universität promovierte. Es folgten Studienreisen nach Paris zum Neurologen Jean Martin Charcot, nach London und nach München zu Bernhard von Gudden. Anschliessend war er für kurze Zeit Assistenzarzt bei Auguste Forel an der psychiatrischen Universitätsklinik Burghölzli in Zürich. 1886 wurde Bleuler Direktor der psychiatrischen Klinik Rheinau. 1898 wurde er gegen den Willen der Fakultät Nachfolger von Auguste Forel als Direktor am Burghölzli und ordentlicher Professor für Psychiatrie an der Universität Zürich. Einer seiner Mitarbeiter am Burghölzli war von 1900 bis 1909 Carl Gustav Jung. Bleuler blieb dort bis 1927 als Direktor. 1932 wurde er zum Mitglied der Gelehrtenakademie Leopoldina gewählt.
Eugen Bleuler war mit Hedwig Bleuler-Waser verheiratet. Das Paar hatte fünf Kinder, darunter den Psychiater Manfred Bleuler (1903–1994), der später wie sein Vater Direktor am Burghölzli wurde. Bleuler wurde auf dem Friedhof Zollikon begraben.

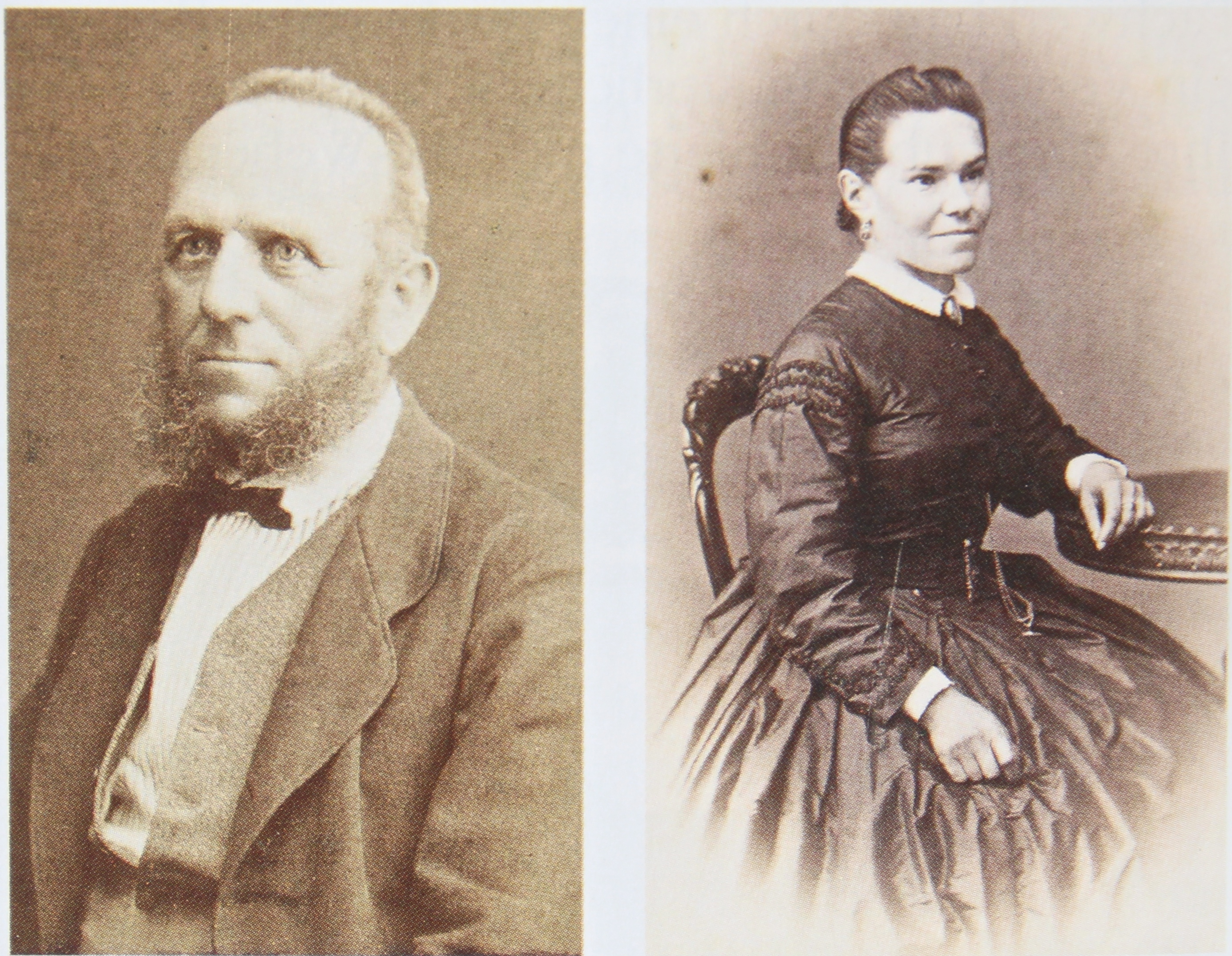
Die Eltern: Johann Rudolf und Pauline Bleuler
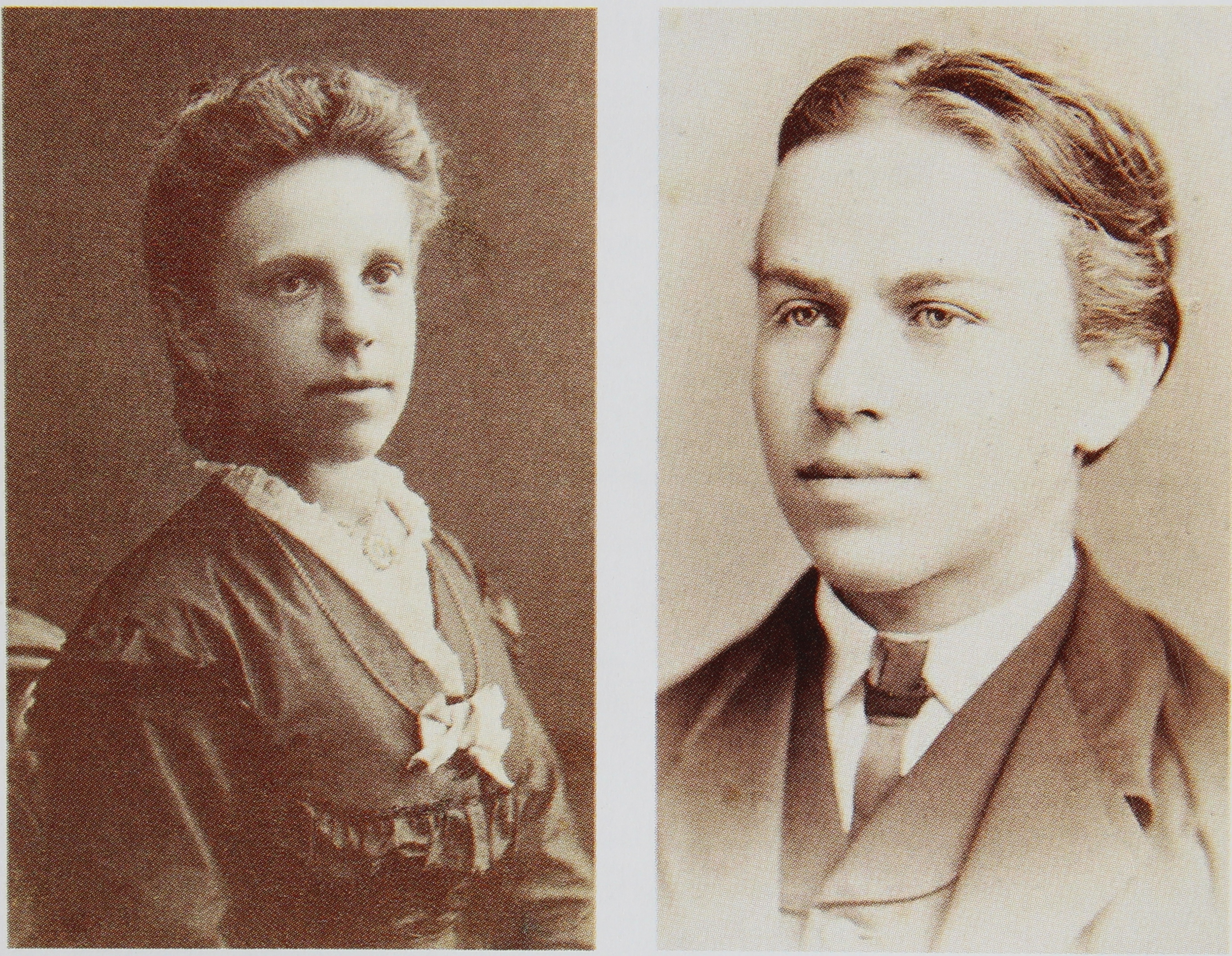
Geschwister Pauline und Eugen Bleuler 1872

## Kritische Würdigung
Bleuler war der erste europäische Klinikleiter, der sich mit der Psychoanalyse von Sigmund Freud auseinandersetzte. Im Gegensatz zu den meisten Gelehrten seiner Zeit ging Bleuler nicht von einer klaren Trennung zwischen geistiger Gesundheit und Krankheit aus. Seine Arbeiten beruhen auf einer um Details bemühten Betrachtung jedes einzelnen Falls und der Entwicklung der Person des Kranken. Bemerkenswert ist hier besonders die Beschäftigung mit den Wahnwelten einzelner Kranker und der realitätsbezogenen Auslegung ihrer Äusserungen. Bleuler entwickelte die von ihm so benannte Udenustherapie (auch Oudenotherapie, vom altgriechischen οὐδέν ouden „nichts“ und θεραπεία therapeia „Dienst, Pflege, Heilung“). Die Bezeichnung drückt Bleulers Auffassung aus, dass man Krankheiten nicht sofort mit blindem Aktionismus behandeln, sondern den natürlichen Ablauf der Krankheit abwarten soll, wodurch man oft eine Heilung erreicht.
Bekannt wurde Bleuler durch seine Beschreibung der Schizophrenie (siehe Symptome der Schizophrenie nach Bleuler), die deshalb zeitweise nach ihm auch Morbus Bleuler genannt wurde (1911: Dementia praecox oder Gruppe der Schizophrenien). Er prägte den Begriff Schizophrenie, mit dem er die Diagnose Dementia praecox von Emil Kraepelin ersetzte. Den Verlauf der Krankheit schätzte er nicht so schlecht ein wie Kraepelin. Von 515 Patienten, die zwischen 1898 und 1905 im Burghölzli erstmals wegen einer Dementia praecox aufgenommen wurden, konnten 60 % wesentlich gebessert entlassen werden. Für Bleuler war die Ambivalenz das Hauptsymptom der Schizophrenie.
In einer Zeit, in der für die Behandlung der Schizophrenie und anderer psychischer Erkrankungen keinerlei medikamentöse Therapie zur Verfügung stand, erreichte Bleuler durch Verbesserung der allgemeingesundheitlichen Voraussetzungen und durch persönliche Zuwendung oft eine Besserung der Symptomatik. Er war auch einer der Ersten, die auf diesen Zusammenhang hinwiesen, und bewirkte eine Abkehr von dem klassischen Irrenhaus, das nicht viel mehr als eine reine Verwahranstalt gewesen war und nicht selten zu einer seelischen Verwahrlosung der Kranken geführt hatte. Bleuler vertrat allerdings auch – wie sein Vorgänger Auguste Forel – eugenische und rassistische Ansichten. So propagierte und initiierte er Zwangssterilisationen und -kastrationen von psychiatrischen Patienten.
Ein Heilungskonzept wurde von Bleuler jedoch nicht erarbeitet. Die Anstaltstherapie beruhte lediglich auf Arbeit und Beschäftigung. Kranke wurden zur Selbstbeherrschung erzogen und in schweren Fällen dressiert. Für die Entlassung war es erforderlich, störende sekundäre Symptome zurückzudrängen und zu beherrschen. Dies wurde von Bleuler und seinen Nachfolgern als „Sozialisation“ bezeichnet.
Nach dem Tod von Eugen Bleuler führte sein Sohn Manfred Bleuler sein Werk weiter. Die Neuauflagen des Standardwerks seines Vaters Lehrbuch der Psychiatrie, das erstmals 1916 erschienen war und schon damals eugenische Auffassungen enthalten hatte, besorgte er ab 1937. In die Auflagen, die 1937 und 1943 in Deutschland erschienen, fügte Manfred Bleuler Aufsätze von Rassenhygienikern wie Hans Luxenburger und Friedrich Meggendorfer ein. In den Nachkriegsauflagen des jahrzehntelang hoch angesehenen Standardwerks wurden diese Einfügungen wieder getilgt und durch Hinweise auf psychiatrische Methoden wie Lobotomie (Hirnoperationen) und Neuroleptika (Psychopharmaka) ersetzt.

## Synästhesien
Bleuler versuchte synästhetische Wahrnehmungen als erbliche, aber gesunde Phänomene nachzuweisen. Er selbst wies eine nonverbal akustische Wahrnehmungskopplung und seine Schwester Pauline Ton- und Wortphotismen auf. Seinen eigenen Photismus leitete er aus dem Erbgang seiner Mutter ab und die seiner Schwester von einer zusätzlichen psychopathischen Belastung seitens ihres Vaters.
Seine diesbezüglichen Forschungsergebnisse publizierte er 1881 zusammen mit Karl Bernhard Lehmann in der Arbeit Zwangsmässige Lichtempfindungen durch Schall und verwandte Erscheinungen auf dem Gebiete der andern Sinnesempfindungen.

## Paul Eugen

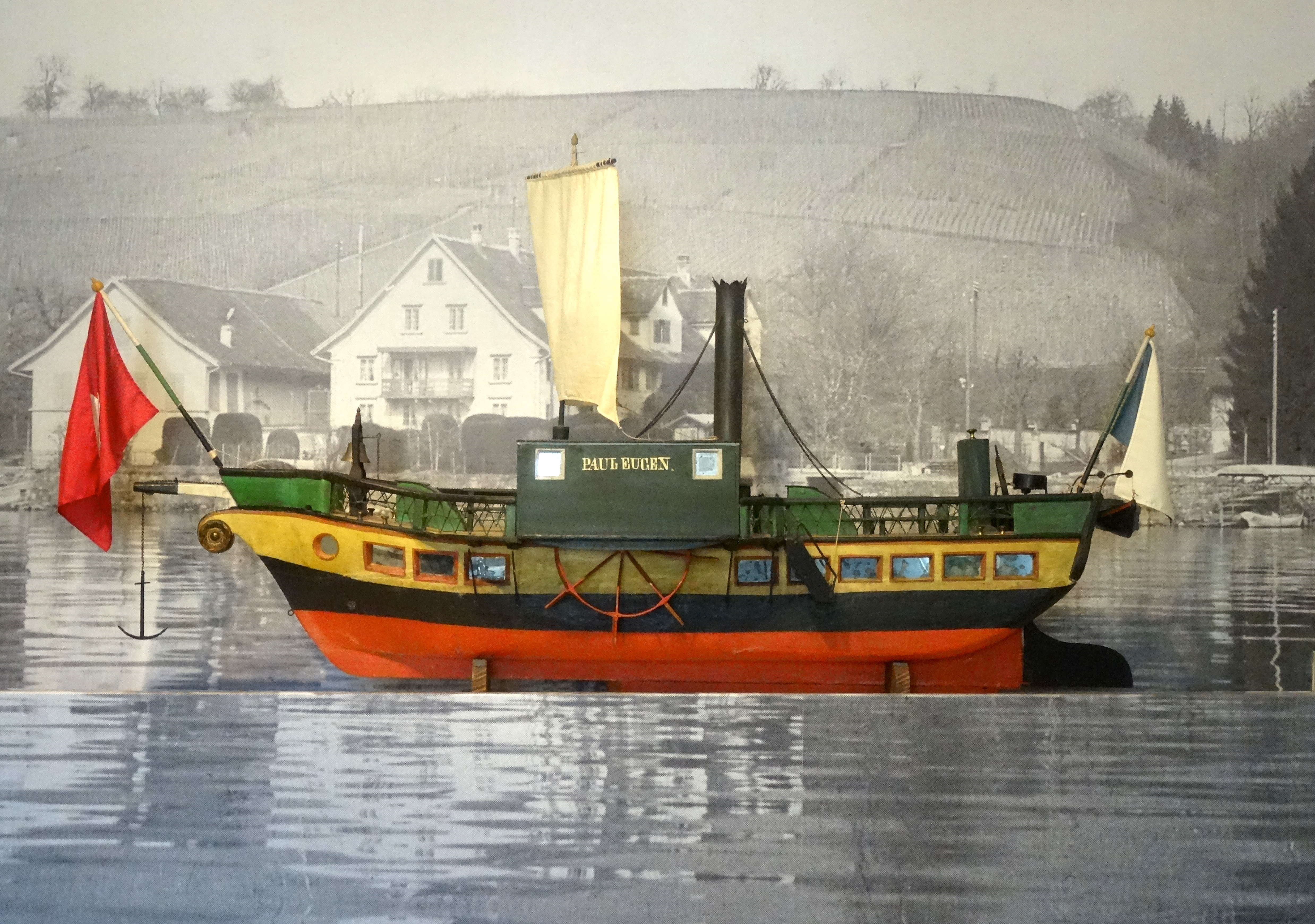
Modellschiff Paul Eugen

1861 stellte Eugen Bleulers Vater Johann Rudolf für seinen kleinen Sohn ein Schiffsmodell her. Vorbild war der Raddampfer Gustav Albert, der 1847 seinen Betrieb auf dem Zürichsee aufnahm. Das Modell ist knapp 1,7 Meter lang und konnte beheizt werden. Es ist im Besitz des Schweizerischen Landesmuseums. Auf der Abbildung ist Bleulers Geburtshaus im Hintergrund zu sehen.

## Trivia
Eugen Bleuler schrieb auch unter dem Pseudonym Manfred Ziermer. Nach Bleuler wurden Stationen von Psychiatrischen Anstalten benannt.
2000 wurde der Asteroid (11582) Bleuler nach ihm benannt.

## Veröffentlichungen (Auswahl)
Schriften
- Der geborene Verbrecher. München 1896. (Digitalisat)
- Die schizophrenen Geistesstörungen im Lichte langjähriger Kranken- und Familiengeschichten (1908). Neuausgabe: Thieme 1972, ISBN 3-13-470701-2.
- Dementia praecox oder Gruppe der Schizophrenien (1911). Neuausgabe 2014, Psychosozialverlag Gießen. ISBN 978-3-89806-616-7. (Digitalisat)
- Das autistische Denken. Leipzig/Wien (1912). Jahrbuch für psychoanalytische und psychopathologische Forschungen, 39 S.
- Lehrbuch der Psychiatrie. Berlin 1916; 13. Auflage: Springer, Berlin 1975, ISBN 978-3-540-07217-1. (Digitalisat)
- Das autistisch-undisziplinierte Denken in der Medizin und seine Überwindung. Zürich 1919; 5. Neudruck: Springer 1985, ISBN  978-3-540-03468-1.
  - Das autistisch-undisziplinierte Denken in der Medizin und seine Überwindung. Berlin 1921; 2., verbesserte Auflage. Verlag von Julius Springer. (Digitalisat)
- Naturgeschichte der Seele und ihres Bewußtwerdens. Eine Elementarpsychologie. Berlin 1921; 2. Auflage 1932; Neudruck: Verlag Classic Edition, 2010, ISBN 978-3-86932-030-4.

Briefwechsel
- Sieben Briefe von Eugen Bleuler an Sigmund Freud. In: Lydia Marinelli, Andreas Mayer: Träume nach Freud. Die „Traumdeutung“ und die Geschichte der psychoanalytischen Bewegung. 3. Auflage, Turia + Kant, Wien 2011, S. 144–159, ISBN 978-3-85132-630-7.
- Sigmund Freud, Eugen Bleuler: „Ich bin zuversichtlich, wir erobern bald die Psychiatrie“. Briefwechsel 1904–1937. Hrsg. von Michael Schröter. Schwabe, Basel 2012, ISBN 978-3-7965-2857-6.
- Apelt-Riel, S.: Der Briefwechsel zwischen Ludwig Binswanger und Eugen Bleuler von 1907–1939 im Spannungsfeld von Psychoanalyse und Psychiatrie in der ersten Hälfte des 20. Jahrhunderts. Inaugural-Dissertation zur Erlangung des Doktorgrades der Medizin der Medizinischen Fakultät der Eberhard-Karls-Universität zu Tübingen (2009, S. 14).